# Diocesi di Orange (Francia)

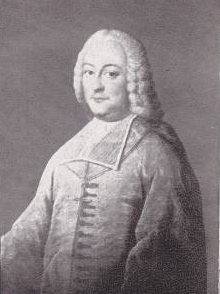
Guillaume-Louis du Tillet, ultimo vescovo di Orange

La diocesi di Orange (in latino Dioecesis Arausiensis) è una sede soppressa e sede titolare della Chiesa cattolica.

## Territorio
La diocesi comprendeva i seguenti comuni dell'odierno dipartimento di Vaucluse, in Provenza: Jonquières, Violès, Camaret-sur-Aigues, Travaillan, Vacqueyras, Aubignan, Beaumes-de-Venise, Sarrians, Caderousse, Piolenc, Mornas, Uchaux, Sainte-Cécile-les-Vignes, Sérignan-du-Comtat, Mondragon; e il comune di Rochegude nel dipartimento della Drôme.
Essa confinava a nord con la diocesi di Saint-Paul-Trois-Châteaux, a est con quelle di Vaison e di Carpentras; a sud con l'arcidiocesi di Avignone e ad ovest con la diocesi di Uzès.
Sede vescovile era la città di Orange, dove fungeva da cattedrale la chiesa di Nostra Signora di Nazareth.
Nel 1731 sono censite 17 parrocchie.

## Storia
La diocesi fu eretta con molta probabilità verso la fine del III secolo: la chiesa di Orange infatti fu già presente al concilio di Arles del 314 con un prete, Faustinus, in rappresentanza del proprio vescovo, di cui si ignora il nome. Il primo vescovo attestato storicamente è Costanzo, che prese parte al concilio di Aquileia del 381. A partire dall'inizio del V secolo Orange risulta essere suffraganea dell'arcidiocesi di Arles, alla cui provincia ecclesiastica rimarrà unita fino alla rivoluzione francese.
Tra V e VI secolo si svolsero a Orange due importanti concili della Chiesa di Gallia: il primo celebrato nel 441, dove furono approvati canoni concernenti la disciplina ecclesiastica; e l'altro nel 529, durante il quale furono affrontate e sanzionate le idee teologiche del semipelagianesimo.
A causa delle devastazioni operate dai Saraceni, all'epoca di papa Gregorio IV e del vescovo Bonifacio (prima metà del IX secolo), la diocesi di Saint-Paul-Trois-Châteaux fu unita a quella di Orange. Le sedi risultano essere separate durante gli episcopati di Ponzio III e Aldrico, per poi essere nuovamente unite fino all'epoca del vescovo Guglielmo, quando papa Pasquale II, nel 1107, stabilì la definitiva separazione delle due sedi.
Durante la rivoluzione, a Orange furono rinchiuse 52 religiose del Vaucluse e della regione di Avignone, accusate di aver voluto distruggere la repubblica con il fanatismo e la superstizione. Di queste, 32 furono ghigliottinate nel luglio 1794, mentre le altre si salvarono perché arrivò da Parigi l'ordine di fermare la strage. Le martiri di Orange sono state beatificate da papa Pio XI nel 1925.
La diocesi fu soppressa in seguito al concordato con la bolla Qui Christi Domini di papa Pio VII del 29 novembre 1801 e il suo territorio incorporato in quello della diocesi di Avignone.
Nel giugno 1817 fra Santa Sede e governo francese fu stipulato un nuovo concordato, cui fece seguito il 27 luglio la bolla Commissa divinitus, con la quale il papa restaurava la sede di Orange. Il 1º ottobre fu nominato nuovo vescovo Paul-Thérèse-David d'Astros. Tuttavia, poiché il concordato non entrò in vigore in quanto non ratificato dal Parlamento di Parigi, queste decisioni non ebbero alcun effetto e la diocesi non fu mai più ristabilita.
Il 6 agosto 1877 il titolo di vescovi di Orange fu concesso agli arcivescovi di Avignone, che lo ebbero fino al 2009.
Dal 2009 Orange è annoverata tra le sedi vescovili titolari della Chiesa cattolica; dal 27 gennaio 2012 l'arcivescovo, titolo personale, titolare è Julio Murat, nunzio apostolico in Svezia, Islanda, Danimarca, Finlandia e Norvegia.

## Cronotassi

### Vescovi
- San Lucio ? † (menzionato nel 300 circa)
- Eradio ? † (menzionato nel 356)[4]
- Anonimo † (menzionato nel 314)
- Costanzo † (prima del 381 - dopo il 390)
- Marino ? † (menzionato nel 433)[5]
- Giusto † (prima del 441 - dopo il 451)
- Sant'Eutropio † (prima del 463 - dopo il 475 circa)
- Vero †[6]
- San Fiorenzo † (prima del 517 - dopo il 524)
- Vendemiale † (prima del 527 - dopo il 549)
- Matteo † (prima del 552 - dopo il 554)
- Trapezio o Trapidio † (prima del 584 - dopo il 585)
- Salico † (menzionato nel 788)
- Bonifacio † (circa 820 - 839 deceduto)[7]
- Laudone † (marzo 839 - ?)
- Ponzio I † (852 - ?)
- Gemardo † (menzionato nell'879)
- Ebroino † (menzionato nel 910)
- Ponzio II † (914 - ?)
- Ponzio III † (menzionato nel 982)
- Aldrico (o Oldarico ?) † (menzionato prima del 994)
- Odalric † (prima del 1020 - 1056)
- Martin † (menzionato nel 1056)
- Géraud † (all'epoca di papa Alessandro II)
- Guillaume I † (? - dicembre 1098 deceduto)
- Bérenger † (1107 - circa 1127 deceduto)
- Gérard † (menzionato nel 1129)
- Guillaume II † (circa 1130 - dopo il 1137)
- Guillaume III †[8]
- Bernard † (prima del 1141 - dopo il 1152)
- Pierre I † (prima del 1173 - dopo il 1177)
- Hugues Florent † (? dimesso)
- Arnoul † (prima del 1182 - dopo il 2 dicembre 1204 deceduto)
- Guillaume Elie, O.Cist. † (circa 1205 - 1221 deceduto)
- Amicus † (prima del 1223 - dopo giugno 1243)
- Pierre II † (prima del 12 gennaio 1244 - dopo il 1270)
- Josselin, O.F.M. † (1º maggio 1272- dopo il 1276)
- Guillaume V † (menzionato nel 1280)
- Guillaume D'Espinouse † (1285 - dopo il 25 marzo 1319 deceduto)
- Rostaing I † (9 luglio 1319 - 1324 deceduto)
- Hugues Aimery † (28 marzo 1324 - 6 settembre 1328 nominato vescovo di Saint-Paul-Trois-Châteaux)
- Pierre III † (6 settembre 1328 - 1342 deceduto)
- Guillaume VII † (18 febbraio 1342 - 1348 deceduto)
- Jean de Revol, O.P. † (7 gennaio 1349 - 30 settembre 1367 deceduto)
- François de Caritat † (15 novembre 1367 - 1387 deceduto)
- Pierre Didier de la Manhania † (1º luglio 1387 - 29 giugno 1413 deceduto)
  - Pierre d'Ailly † (7 agosto 1413 - 19 dicembre 1418 dimesso) (amministratore apostolico)
- Georges de Grano † (19 dicembre 1418 - 1419 deceduto)
- Guillaume Chyurlia † (12 febbraio 1420 - 29 novembre 1428 nominato vescovo di Cassano)
- Barthélemy † (29 novembre 1428 - 1430 deceduto)
- Guillaume Aragon † (2 ottobre 1430 - 1432 deceduto)
- Bertrand de Chaston † (15 settembre 1432 - 1442 deceduto)
- Antoine Ferrier † (23 luglio 1442 - 1450 deceduto)
- Jean Payer † (27 settembre 1454 - 9 gennaio 1466 deceduto)
- Guyot Adhémar † (13 gennaio 1466 - ? deceduto)[9]
- Jean Gobert † (18 febbraio 1467 - circa 1476 deceduto)
  - Pierre de Surville † (8 marzo 1476 - ?) (vescovo eletto)
  - Laurent Allemand de Laval, O.S.A. † (circa 1477 - ? rinuncia) (vescovo eletto)
- Pierre Carré † (19 gennaio 1484 - 5 gennaio 1510 deceduto)
- Jean † (10 febbraio 1510 - 1513)
- Guillaume Pélissier, O.S.A. † (4 novembre 1513 - 17 dicembre 1522 dimesso)
- Louis Pélissier, O.S.A. † (17 dicembre 1522 succeduto - 15 novembre 1542 deceduto)
- Rostaing de La Baume de Suze, O.Cist. † (27 giugno 1543 - 1560 deceduto)
- Philippe de La Chambre de Maurienne † (4 settembre 1560 - 1572 dimesso)
- Jean de Tulles † (16 giugno 1572 - 1608 deceduto)
- Jean de Tulles II † (1608 succeduto - 3 ottobre 1640 deceduto)
- Jean Vincent de Tulles † (3 ottobre 1640 succeduto - 27 maggio 1647 nominato vescovo di Lavaur)
- Giacinto Serroni, O.P. † (27 maggio 1647 - 8 agosto 1661 nominato vescovo di Mende)
- Alexandre Fabri † (5 settembre 1667 - agosto 1674 deceduto)
- Jean-Jacques D'Obheil † (30 agosto 1677 - 18 agosto 1720 deceduto)
- Louis Chomel † (16 giugno 1721 - 18 novembre 1731 dimesso)
- François-André de Tilly † (19 novembre 1731 - 25 giugno 1774 dimesso)
- Guillaume-Louis du Tillet † (27 giugno 1774 - 22 dicembre 1794 deceduto)
  - Sede vacante (1794-1801)
  - Paul-Thérèse-David d'Astros † (1º ottobre 1817 - 21 febbraio 1820 nominato vescovo di Saint-Flour) (vescovo eletto)

### Vescovi titolari
- Julio Murat, dal 27 gennaio 2012